# 比爾·帕特森 (演員)
威廉·圖洛克·帕特森（英語：William Tulloch Paterson，1945年6月3日—）是一位蘇格蘭男演員，他的職業生涯涉足戲劇、影視和廣播領域。
帕特森出演過不同的電影和電視劇，包括《喜悅人生》（1984年）、《再會，親愛的》（1986年）、《人鬼未了情》（1990年）、《錦繡佳人》（1999年）、《靈魂之海》（2004-2007年）、《奇異恩典》（2006年）、《波特小姐：比得兔的誕生》（2006年）、《小杜麗》（2008年）、《異世奇人》（2010年）、《古戰場傳奇》（2014年）、《伦敦生活》（2016-2019年）、《9号秘事》（2018年）、《好預兆》（2019年）、《窮友記》（2020年）和《龍族前傳》（2022年）。他獲得過英國影藝學院蘇格蘭分部的終身成就獎。

## 早年生活
威廉·圖洛克·帕特森在1945年6月3日出生於蘇格蘭格拉斯哥。他在格拉斯哥的丹尼斯頓住宅區長大，父親是一名水管工，而母親則是一名理髮師。他說自己對演戲的興趣始於1961年時前往戈爾巴爾斯區公民劇院的學校旅行。然而，他在畢業後最初基於對建築的興趣，選擇了從事三年的工料測量師學徒，後來才決定就讀蘇格蘭皇家音樂學院。

## 職業生涯

### 1967-1977年：劇場的首次亮相和早期角色
帕特森在1967年首次亮相職業演出，與倫納德·羅西特一起在格拉斯哥公民劇院出演贝托尔特·布莱希特的《阿爾圖羅·尤可抵抗的崛起》。他在1970年加入青年公民劇院（英語：Citizens Theatre）。他在1972年之前一直在劇院擔任演員和助理導演，直到他於同年離開並與比利·康諾利一起在愛丁堡音樂節出演音樂喜劇《The Great Northern Welly Boot Show》；他在幾年後再次與康諾利合作，出演康諾利的戲劇《An Me Wi' a Bad Leg Tae》。約翰·麥格拉思在看過帕特森在電影節上的演出後邀請他加入自己的劇團——7:84——並在英国和欧洲巡迴演出戲劇，例如《The Cheviot, the Stag and the Black, Black Oil》。他是7:84的創始成員，並於1976年與該公司一起在伦敦首次亮相。

### 1978-1989年：影視的首次亮相
帕特森在1979年首次亮相西区剧院，他在萨沃伊剧院接任《這究竟是誰的生命》的主角。他的職業生涯開始集中在電視而不是戲劇上。他的首次亮相是在1978年的《散工》中飾演蘇格蘭場警長；同年他在英國電視劇《威爾·莎士比亞》中飾演詹姆斯國王。他後來回憶說他職業生涯中最大的遺憾就是在此期間，因為他在1978年未能參演電影《異形》。他在1978年的BBC廣播四台原版《銀河便車指南》的第7集中為大角星助理飛行員（Assistant Arcturan Pilot）配音。1981年，他在BBC製作的《櫻桃園》中飾演洛帕欣（Lopakhin）。然而他並沒有完全忽視戲劇演出，他在1982年皇家國家劇院的另一部布萊希特戲劇《二戰中的施維克》中飾演施維克（Schweik）並獲得劳伦斯·奥利弗奖提名；他在同年參演皇家國家劇院製作的原版《紅男綠女》。
1980年代初期，帕特森也開始出現在電影領域中，作品包括《杀戮战场》（1984年）、《喜悅人生》（1984年）、《私人宴會》（1984年）、《荷蘭姑娘們》（1985年）和《終極天將》（1988年）。
在電視方面，帕特森廣泛且屢獲殊榮的電視生涯包括在《再會，親愛的》（1986年）中飾演奸商埃利·弗雷澤（Ally Fraser），他的演出令人難忘。他還出現在《史邁利的人馬》（1982年）、《歌唱神探》（1986年）和《交易》（1989年）中。

### 1990-2009年：職業演員
1991-1992年，帕特森在皇家宮廷劇院和约克公爵剧院演出《不道德的審判》。
1990年，帕特森在《巫婆》（1990年）中飾演詹金斯先生（Mr. Jenkins），該角色是一個孩子的父親。他繼續在《人鬼未了情》（1990年）、《卓別靈傳》（1992年）和伊恩·麦凯伦爵士的《理查三世》（1995年）中演出。1997年，他在《天旋地轉》中飾演認識辣妹合唱團的咖啡店老闆布賴恩（Brian）。他還在改編自伊恩·班克斯同名小說的迷你劇《烏鴉路》（1996年），以及《齊瓦哥醫生》（1996年）中演出。
帕特森後來出演電影《光彩年華》（2003年）、《波特小姐：比得兔的誕生》（2006年）、《如何眾叛親離》（2008年）和《造物弄人》（2009年）。在電視方面，他後來的大部分作品都是由BBC製作的，例如在超自然劇集《靈魂之海》（2004-2007年）中飾演道格拉斯·莫納漢博士（Dr. Douglas Monaghan）。他還在《錦繡佳人》（1999年）中飾演吉布森醫生（Dr. Gibson），在BBC製作改編自查尔斯·狄更斯同名小說的《小杜麗》（2008年）中飾演米格爾斯先生（Mr. Meagles），在《司法正义》第一季（2008年）中飾演博克斯偵緝警司（DS Box），以及在《西班牙流感：被遺忘的墮落》（2009年）中飾演詹姆斯·尼文博士。
帕特森還有為各種電視和廣播節目擔任旁白。2005年，他在《銀河便車指南：困境階段》的第19、20和22期中飾演羅伯·麥肯納（Rob McKenna），該角色是一名卡車司機，也是未察覺的雨神。2003年，他開始在BBC蘇格蘭廣播節目《綠色背後的故事》（英語：Tales From The Back Green）分享自己在格拉斯哥的童年故事，他的故事在2008年出版並出現在英國的許多圖書節上。2009年，他為BBC電視節目《1929 – The Great Crash》旁白，該節目回顧1929年華爾街股災並將其與金融海嘯進行比較。2009年至2010年，他在《法律與秩序：英國》中飾演CPS負責人喬治·卡斯爾（George Castle）。
2010年，帕特森在《異世奇人》的“戴立克得勝”一集中飾演埃德溫·布雷斯威爾教授（Professor Edwin Bracewell），他的角色在季終集“潘多拉魔盒開啟”的前半部分第二次亮相。他在年末為英國廣播公司第四台的野生動物紀錄片《英國鳥類》旁白。

### 2011-2022年：影視和廣播
2011年，帕特森在電視劇《最後的聖誕節》中擔任主演。他於2010年夏天在皇家國家劇院演出《倫敦地震》。他還為BBC對爱丁堡军操表演的年度報導旁白，並於2013年在皇家宮廷劇院的《低路》中飾演亚当·斯密。
2014年，他在Starz電視台的電視劇《古戰場傳奇》中飾演律師內德·高文（Ned Gowan），以及在《設得蘭謎案》中飾演道格拉斯·亨歇爾的父親詹姆斯·佩雷斯（James Perez）。
2015年，帕特森與布萊恩·考克斯一起在皇家兰心剧院演出《等待戈多》。他在同年獲得英國影藝學院蘇格蘭分部的終身成就獎。
2016年，他為農業展覽會季節之後的BBC節目《The Farmers' Country Showdown》旁白，該節目於2017年初播出。2016年，他與朋友西蒙·卡洛一起出演喜劇《叛逆者》。他亦在重製電影《老爸上戰場》中飾演蘇格蘭角色弗雷澤二等兵。
從2016年第一季開始到2019年第二季結束，帕特森在英國電視劇《伦敦生活》中飾演主角的爸爸。2019年，他出演BBC的四部分電視劇《罪惡》。
2022年，他在奇幻劇《龍族前傳》中飾演常設角色林曼·畢斯柏里伯爵（Lord Lyman Beesbury）。他亦是英國電視節目《修理店》的旁白。

## 個人生活
1980年，帕特森在拍攝《失落的部落》（英語：The Lost Tribe）時與演員米瑞安·玛格莱斯一起在福代斯購買了一座度假屋。
1984年，帕特森與德國舞台設計師希爾德加德·貝克特勒結婚，兩人育有一個兒子和一個女兒。他在離開格拉斯哥後大部分時間都住在倫敦，目前居住在倫敦北部的塔夫內爾公園附近。
帕特森出版了一系列以他在格拉斯哥的童年為背景的書籍故事，名為《綠色背後的故事》（英語：Tales From The Back Green）。

## 作品列表

### 電影
| 年份 | 標題                              | 角色                  | 附註       |
| ---- | --------------------------------- | --------------------- | ---------- |
| 1973 | Passing Places                    | 不適用                | 短片       |
| 1978 | 《散工》                          | 馬爾警長（Sergeant Mull）          |            |
| 1982 | 《蘇格蘭神話》 （英語：Scotch Myths）         | 各種角色              | 紀錄片     |
| 1983 | 《農夫的午餐》                    | 講師                  |            |
| 1984 | 《喜悅人生》                      | 艾倫（Alan）              |            |
| 1984 | 《杀戮战场》                      | 麥肯泰爾醫生（Dr. MacEntire）      |            |
| 1984 | 《私人宴會》                      | 沃馬爾德（Wormold）          |            |
| 1986 | 《醜聞風暴》                      | 傑克·麥克勞德（Jack Macleod）     |            |
| 1986 | 《玫瑰與幻覺》                    | 瓦倫丁先生（Mr. Valentine）        |            |
| 1987 | 《隱藏城市》                      | 安東尼（Anthony）            |            |
| 1987 | 《友盡》 （英語：Friendship's Death）               | 沙利文（Sullivan）            |            |
| 1988 | 《奪寶奇謀》                      | 斯內普總督察（Chief Inspector Snape）      |            |
| 1988 | 《終極天將》                      | 亨利·索爾特（Henry Salt）       |            |
| 1989 | 《三劍客歸來》                    | 查理一世              |            |
| 1989 | 《性感的邂逅》                    | 高登·海韋（Gordon Highway）         |            |
| 1989 | 《熊皮：一個城市童話》 （英語：Bearskin: An Urban Fairytale） | 喬丹（Jordan）              |            |
| 1990 | 《巫婆》                          | 詹金斯先生（Mr. Jenkins）        |            |
| 1990 | 《人鬼未了情》                    | 山迪（Sandy）              |            |
| 1991 | 《美麗的謊言》                    | 維克多·斯威爾（Victor Swayle）     |            |
| 1992 | 《卓別靈傳》                      | 舞台監督              |            |
| 1995 | The Turnaround                    | 詹姆斯·韋伯（James Webb）       |            |
| 1995 | 《理查三世》                      | 理查德·拉特克利夫爵士 |            |
| 1996 | 《動地驚天愛戀過》                | 戴維森船長（Capt. Davidson）        |            |
| 1997 | 《天旋地轉》                      | 布賴恩（Brian）            |            |
| 1998 | 《無情荒地有琴天》                | 大提琴老師            |            |
| 1999 | 《驚心動膽》                      | 克萊特曼先生（Mr. Kreitman）      |            |
| 1999 | 《大賽》                          | 湯米（Tommy）              |            |
| 1999 | 《陽光情人》                      | 匈牙利司法部長        |            |
| 1999 | Chrono-Perambulator               | 泰迪·諾克斯教授（Professor Teddy Knox）   | 短片       |
| 1999 | Breath of Angels                  | 爸爸                  | 短片       |
| 2000 | 《黑吃黑》                        | 華萊士·拜亞特（Wallace Byatt）     |            |
| 2001 | 《輕言密語》                      | 杰拉德（Gerald）            |            |
| 2002 | Crossings                         | 不適用                | 短片；配音 |
| 2002 | Home Road Movies                  | 父親                  | 短片       |
| 2002 | Putting Down the King             | 阿爾弗雷德（Alfred）        | 短片       |
| 2003 | 《光彩年華》                      | 詹姆斯·布朗爵士（Sir James Brown）   |            |
| 2004 | 《最後的機會》 （英語：One Last Chance）         | 看報紙的男人          | 未記名     |
| 2005 | 《天国王朝》（導演剪輯版）        | 主教                  |            |
| 2005 | 《爛布傳說》                      | 新聞編輯（News Editor - The Rag, Tulloch (Lucky) Lloyd）          |            |
| 2006 | 《奇異恩典》                      | 登打士伯爵            |            |
| 2006 | 《波特小姐：比得兔的誕生》        | 魯珀特·波特（Rupert Potter）       |            |
| 2007 | 《干涉》                          | 馬丁博士（Dr. Martin）          |            |
| 2008 | Gone Fishing                      | 老年比爾（Old Bill）          | 短片       |
| 2008 | 《如何眾叛親離》                  | 理查德·楊（Richard Young）         |            |
| 2009 | 《造物弄人》                      | 格利博士（Dr. Gully）          |            |
| 2013 | 《名單》 （英語：The List）               | 雷格·特勞頓（Reg Troughton）       |            |
| 2015 | 《魔天豪廷》                      | 默瑟（Mercer）              |            |
| 2015 | 《治癒者》 （英語：The Healer）             | 傑基·喬丹（Jackie Jordan）         |            |
| 2015 | 《同步性》 （英語：Synchronicity）             | 喬納森（Jonathan）            | 短片       |
| 2016 | 《老爸上戰場》                    | 弗雷澤二等兵          |            |
| 2017 | 《聖誕發明家》                    | 格里姆斯比先生（Mr. Grimsby）    |            |
| 2018 | 《混蛋科林，新年快樂》            | 戈登（Gordon）              |            |
| 2020 | 《訂製幸福滋味》 （英語：Love Sarah）       | 菲利克斯（Felix）          |            |
| 2020 | 《牽線木偶》 （英語：Marionette）           | 曼德爾鮑姆醫生（Dr. Mandelbaum）    |            |
| 2020 | 《蝴蝶夢》                        | 貝克醫生（Dr. Baker）          |            |
| 2021 | 《彩色房間》                      | 戈登·福賽思（Gordon Forsythe）       |            |

### 電視
| 年份      | 標題                              | 角色                               | 附註                                                    |
| --------- | --------------------------------- | ---------------------------------- | ------------------------------------------------------- |
| 1974-1981 | 《今日劇》                        | 各種角色                           | 5集                                                     |
| 1976      | 《蒼鷺的飛行》 （英語：The Flight of the Heron）         | 警長                               | 單集：“Episode #1.3”                                    |
| 1976      | Play from 'A'                     | 戈登（Gordon）                           | 單集：“Wally Dugs Go in Pairs”                          |
| 1976-1978 | 《場景》                          | 不適用                             | 2集                                                     |
| 1977      | 《回到國土》                      | 福布斯（Forbes）                         | 單集：“We Shall Fight Them in the Breeches”             |
| 1978      | 《ITV劇場》                       | 加里（Gary）                           | 單集：“Cold Harbour”                                    |
| 1978      | 《威爾·莎士比亞》                 | 詹姆斯一世國王                     | 電視迷你劇；單集：“The Living Record”                   |
| 1978      | BBC2 Play of the Week             | 格靈（Gurling）                           | 單集：“The Vanishing Army”                              |
| 1979      | 《好日子》 （英語：One Fine Day）             | 電梯裡的第三個人                   | 電視電影；未記名                                        |
| 1979      | 《德福的改變》                    | 開爾文（Kelvin）                         | 單集：“Winners Take All”                                |
| 1979      | 《蘇格蘭海報》 （英語：Scottish Playbill）         | 坎納萬（Cannavan）                         | 單集：“Extra Mural Study”                               |
| 1979-1981 | 《刑事法院》                      | 盧瑟福醫生（Dr. Rutherford）                     | 2集                                                     |
| 1980      | 《場景》                          | 摩西·凱丹（Moshe Kaydan）                      | 電視迷你劇；主要角色；5集                               |
| 1981      | 《櫻桃園》                        | 洛帕欣（Lopakhin）                         | 電視電影                                                |
| 1982      | 《史邁利的人馬》                  | 勞德·斯特里克蘭（Lauder Strickland）                | 電視迷你劇；主要角色；4集                               |
| 1983      | Stan's Last Game                  | 羅恩·布拉克特（Ron Brackett）                  | 電視電影                                                |
| 1983      | One of Ourselves                  | 戴利先生（Mr. Daly）                       | 電視電影                                                |
| 1984      | 《蘇格蘭的故事》                  | 大衛·柯克伍德（David Kirkwod）／托馬斯·繆爾（Thomas Muir） | 2集                                                     |
| 1985      | 《荷蘭姑娘們》                    | 摩爾（Mole）                           | 電視電影                                                |
| 1986      | 《再會，親愛的》                  | 埃利·弗雷澤（Ally Fraser）                    | 常設角色；12集                                          |
| 1986      | 《天選停車場》 （英語：God's Chosen Car Park）         | 維克多·羅森（Victor Rosen）                    | 電視電影                                                |
| 1986      | 《歌唱神探》                      | 吉本醫生（Dr. Gibbon）                       | 電視迷你劇；主要角色；4集                               |
| 1987      | 《劇本》                          | 切斯偵緝警司（Det. Supt. Chase）／科林（Colin）         | 2集                                                     |
| 1988      | 《現代世界：十大作家》 （英語：The Modern World: Ten Great Writers） | 蒂托雷利（Titorelli）                       | 電視迷你記錄劇；單集：“Franz Kafka's 'The Trial'”       |
| 1988      | 《Arena》                         | F·S·麥克戴德（F.S. McDade）                   | 電視記錄劇；單集：“Byrne About Byrne”                   |
| 1989      | 《交易》                          | 傑克·利斯戈（Jack Lithgow）                    | 電視迷你劇；主要角色；6集                               |
| 1989      | 《有用之物》                      | 彼得·莫坦（Peter Mortan）                      | 單集：“Arms and the Dog”                                |
| 1990      | The Play on One                   | 亞歷克斯·麥克弗森（Alex McPherson）              | 單集：“Yellowbacks”                                     |
| 1990      | 《上帝觸礁》                      | 馬什先生（Mr. Marsh）                       | 電視電影                                                |
| 1991      | Shrinks                           | 馬特·亨尼西（Matt Hennessey）                    | 主要角色；7集                                           |
| 1991      | 《最可怕的謀殺》                  | 總督察                             | 單集：“The Case of the Missing”                         |
| 1992      | 《告密的心》                      | 安東尼·斯蒂曼（Anthony Steadman）                  | 電視迷你劇；主要角色；3集                               |
| 1992      | 《在夢中》 （英語：In Dreams）             | 高德博士（Dr. Gold）                       | 電視電影                                                |
| 1993      | 《螢幕一》                        | 霍華德·馬倫警員（PC Howard Mullen）                | 單集：“Wall of Silence”                                 |
| 1994      | Funky Black Shorts                | 老師                               | 電視劇短片；單集：“Pakis Go Home”                       |
| 1994      | 《艱難時世》 （英語：Hard Times）           | 斯蒂芬·布萊克浦（Stephen Blackpool）                | 電視迷你劇；主要角色；4集                               |
| 1995      | Jackanory                         | 旁白                               | 5集                                                     |
| 1995      | 《奧利弗遊記》                    | 百特（Baxter）                           | 電視迷你劇；主要角色；4集                               |
| 1995      | 《東芬奇利捉鬼敢死隊》 （英語：Ghostbusters of East Finchley） | 喬·斯莫爾（Joe Small）                      | 2集                                                     |
| 1996      | 《不祥之兆》 （英語：The Writing on the Wall）           | 布爾（Bull）                           | 電視電影                                                |
| 1996      | 《烏鴉路》                        | 肯尼斯·麥克霍恩（Kenneth McHoan）                | 電視迷你劇；主要角色；4集                               |
| 1997      | 《梅麗莎》                        | 卡梅倫偵緝總督察（DCI Cameron）               | 電視迷你劇；主要角色；4集                               |
| 1997      | 《懷特先生去西敏》 （英語：Mr. White Goes to Westminster）     | 本·懷特（Ben White）                        | 電視電影                                                |
| 1998      | 《視線之外》                      | 馬庫斯·梅爾度（Marcus Mildew）                  | 單集：“Appearances Can Be Deceptive”                    |
| 1998      | 《動物列車》 （英語：Oi! Get Off Our Train）           | 海象（配音）（）                   | 電視電影                                                |
| 1999      | 《錦繡佳人》                      | 吉布森醫生（Dr. Gibson）                     | 電視迷你劇；主要角色；4集                               |
| 2000      | 《朱爾斯·凡爾納的秘密冒險》       | 尼科爾·麥克萊恩爵士（Sir Nicol McLean）            | 單集：“The Victorian Candidate”                         |
| 2000      | 《維多利亞·伍德雜錦》             | 各種角色                           | 電視特輯                                                |
| 2001      | 《叛逆的心》                      | 詹姆斯·康諾利（James Connolly）                  | 單集：“Episode #1.1”                                    |
| 2001      | 《揭弊者》                        | 尼爾·斯萊特霍爾姆偵緝督察（DI Neil Sleightholme）      | 電視電影                                                |
| 2001      | 《吞嚥》 （英語：Swallow）               | 安格斯·泰赫（Angus Tighe）                    | 主要角色；3集                                           |
| 2001      | 《奧賽羅》 （英語：Othello）             | 辛克萊·卡佛（Sinclair Carver）                    | 電視電影                                                |
| 2002      | 《時代瞭望》                      | 旁白                               | 2集                                                     |
| 2002      | 《齊瓦哥醫生》                    | 亞歷山大·格羅米科（Alexander Gromyko）              | 電視迷你劇；2集                                         |
| 2002      | 《艾德·斯通已死》                 | 奈傑爾（Nigel）                         | 主要角色；3集                                           |
| 2003      | 《黑暗元素》 （英語：His Dark Materials）           | 約旦的大師（配音）（）             | 電視迷你劇                                              |
| 2003      | 《信任》                          | 約翰·蒂爾森（John Tilson）                    | 電視迷你劇；常設角色；3集                               |
| 2003      | 《丹妮爾·凱博：目擊者》           | 尼克·比迪斯偵緝督察（DI Nick Biddiss）            | 電視電影                                                |
| 2003      | 《坎特伯雷故事集》                | 西奧（Theo）                           | 電視迷你劇；單集：“The Knight's Tale”                   |
| 2004      | 《土生土長》                      | 哈利·伍爾夫（Harry Woolf）                    | 單集：“A Little Touch of Harry”                         |
| 2004      | 《戰地神探》                      | 帕特里克·賈米森（Patrick Jamieson）                | 單集：“Enemy Fire”                                      |
| 2004      | 《跟我說謊》                      | 科爾曼偵緝總督察（DCI Collman）               | 電視電影                                                |
| 2004      | 《鞋盒動物園》                    | 旁白                               | 13集                                                    |
| 2004-2007 | 《靈魂之海》                      | 道格拉斯·莫納漢博士（Dr. Douglas Monaghan）            | 主要角色；20集                                          |
| 2005      | 《莎士比亞名劇現代版》            | 西奧（Theo）                           | 電視迷你劇；主要角色；單集：“A Midsummer Night's Dream” |
| 2007      | 《貝克街小分隊》                  | 華生醫生                           | 電視電影                                                |
| 2008      | 《司法正义》                      | 哈利·博克斯偵緝警司（DS Harry Box）            | 主要角色；5集                                           |
| 2008      | 《小杜麗》                        | 米格爾斯先生（Mr. Meagles）                   | 常設角色；9集                                           |
| 2009      | No Holds Bard                     | 吉比·“手指”·麥克弗森（Gibby 'Fingers' McPherson）           | 電視電影                                                |
| 2009      | 《不懼風暴》                      | 克萊門特·艾德禮（Clement Attlee）                | 電視電影                                                |
| 2009      | 《西班牙流感：被遺忘的墮落》      | 詹姆斯·尼文博士                    | 電視電影                                                |
| 2009-2010 | 《法律與秩序：英國》              | 喬治·卡斯爾（George Castle）                    | 主要角色；26集                                          |
| 2010      | 《異世奇人》                      | 埃德溫·布雷斯威爾教授（Professor Edwin Bracewell）          | 2集； 1：“戴立克得勝” 2：“潘多拉魔盒開啟”               |
| 2010      | 《瑪波小姐探案》                  | 布拉德利（Bradley）                       | 單集：“The Pale Horse”                                  |
| 2011      | 《越過希特勒的男人》              | 庫爾特·奧內佐格（Kurt Ohnesorge）                | 電視電影                                                |
| 2011      | 《最後的聖誕節》                  | 安德伍德法官（Judge Underwood）                   | 電視電影                                                |
| 2012      | 《全能偵探》                      | 傑里科教授（Professor Jericho）                     | 單集：“Episode #1.2”                                    |
| 2012      | Them from That Thing              | 各種角色                           | 電視迷你劇；單集：“Episode #1.1”                        |
| 2012      | 《法爾孔》                        | 伊格內修斯·奧爾特加（Ignacio Ortega）            | 電視迷你劇；單集：“The Silent and the Damned”           |
| 2014      | 《戰前37天》                      | 莫利伯爵（Lord Morley）                       | 電視迷你劇；主要角色；3集                               |
| 2014      | 《設得蘭謎案》                    | 詹姆斯·佩雷斯（James Perez）                  | 2集                                                     |
| 2014-2017 | 《古戰場傳奇》                    | 內德·高文（Ned Gowan）                      | 8集                                                     |
| 2015      | 《大選投票》                      | 西蒙·費瑟斯通（Simon Featherstone）                  | 電視電影                                                |
| 2016      | 《邱吉爾的秘密》                  | 莫蘭男爵                           | 電視電影                                                |
| 2016-2017 | 《叛逆者》                        | 查爾斯（Charles）                         | 主要角色；9集                                           |
| 2016-2019 | 《伦敦生活》                      | 爸爸                               | 主要角色；9集                                           |
| 2017      | 《未遺忘的事》                    | 哈里·奧斯本（Harry Osborne）                    | 單集：“Episode #2.6”                                    |
| 2017      | 《蘇格蘭小隊》                    | 內維爾·阿奇博爾德爵士（Sir Neville archibald）          | 單集：“Episode #3.3”                                    |
| 2018      | 《9号秘事》                       | 格林先生（Mr. Green）                       | 單集：“Zanzibar”                                        |
| 2018      | 《都市神話》                      | 阿瑟·柯南·道尔爵士                 | 單集：“Agatha Christie”                                 |
| 2019      | 《好預兆》                        | R·P·泰勒（R.P. Tyler）                       | 主要角色；3集                                           |
| 2019      | 《罪惡》                          | 羅伊·林奇（Roy Lynch）                      | 2集                                                     |
| 2020      | 《窮友記》                        | 托尼·蒂勒頓（Tony Tillerton）                    | 2集                                                     |
| 2021      | 《泰德·拉索：錯棚教練趣事多》     | 理查德·科爾（Richard Cole）                    | 單集：“Do the Right-est Thing”                          |
| 2022      | 《睡魔》                          | 約翰·海瑟威                        | 單集：“Sleep of the Just”                               |
| 2022      | 《龍族前傳》                      | 林曼·畢斯柏里伯爵（Lord Lyman Beesbury）              | 常設角色                                                |

## 外部連結
- 官方网站
- 比爾·帕特森在互联网电影资料库（IMDb）上的資料（英文）
- 在AllMovie上比爾·帕特森的頁面（英文）